# Thomas Jefferson School
Pour les articles homonymes, voir Jefferson.
 (mars 2021).
La Thomas Jefferson School est une école américaine à Sacramento, en Californie. Le bâtiment qui l'accueille est inscrit au Registre national des lieux historiques depuis le 17 mars 2021.